# Роуздейл (Каліфорнія)
Роуздейл (англ. Rosedale) — переписна місцевість (CDP) в США, в окрузі Керн штату Каліфорнія. Населення — 18 639 осіб (2020).

## Географія
Роуздейл розташований за координатами 35°23′29″ пн. ш. 119°12′13″ зх. д. / 35.39139° пн. ш. 119.20361° зх. д. (35.391426, -119.203569).  За даними Бюро перепису населення США в 2010 році переписна місцевість мала площу 87,97 км², уся площа — суходіл. В 2017 році площа становила 75,81 км², уся площа — суходіл.

## Демографія
Згідно з переписом 2010 року, у переписній місцевості мешкало 14 058 осіб у 4565 домогосподарствах у складі 3884 родин. Густота населення становила 160 осіб/км².  Було 4799 помешкань (55/км²).
Расовий склад населення:
| - 83,2 % — білих - 2,8 % — азіатів - 1,5 % — чорних або афроамериканців - 1,1 % — корінних американців - 0,2 % — вихідців з тихоокеанських островів - 7,1 % — осіб інших рас |

До двох чи більше рас належало 4,2 %. Частка іспаномовних становила 17,7 % від усіх жителів.
За віковим діапазоном населення розподілялося таким чином: 27,1 % — особи молодші 18 років, 64,0 % — особи у віці 18—64 років, 8,9 % — особи у віці 65 років та старші. Медіана віку мешканця становила 40,1 року. На 100 осіб жіночої статі у переписній місцевості припадало 99,0 чоловіків;  на 100 жінок у віці від 18 років та старших — 97,4 чоловіків також старших 18 років.
Середній дохід на одне домашнє господарство  становив 135 331 долар США (медіана — 114 379), а середній дохід на одну сім'ю — 143 101 долар (медіана — 121 587). Медіана доходів становила 89 500 доларів для чоловіків та 50 768 доларів для жінок. За межею бідності перебувало 5,7 % осіб, у тому числі 6,5 % дітей у віці до 18 років та 4,9 % осіб у віці 65 років та старших.
Цивільне працевлаштоване населення становило 7310 осіб. Основні галузі зайнятості: освіта, охорона здоров'я та соціальна допомога — 22,6 %, науковці, спеціалісти, менеджери — 11,6 %, сільське господарство, лісництво, риболовля — 10,6 %.